# Diário de Lisboa
O Diário de Lisboa foi um jornal diário vespertino, publicado em Lisboa, fundado pelo banqueiro António Vieira Pinto, em 7 de abril de 1921, e extinto em 30 de novembro de 1990. O seu primeiro diretor foi Joaquim Manso.

## História breve
O Diário de Lisboa foi publicado entre 7 de abril de 1921 e 30 de novembro de 1990
O seu primeiro director foi Joaquim Manso. Entre 1956 e 1967 foi dirigido por Norberto Lopes, sucedido por António Ruella Ramos (1967 a 1989), Mário Mesquita (1989 a 1990) e, de novo, António Ruella Ramos.
A redacção esteve, desde a década de 1930, instalada no coração do Bairro Alto, na Rua Luz Soriano.
Era propriedade da Renascença Gráfica, detentora das instalações, da gráfica e do próprio título
António Ruella Ramos, falecido em 2009, promovia a edição de um número por ano de forma a manter o título. A iniciativa mantém-se através dos seus sobrinhos João Pacheco e Rosa Ruela.

## Colaboradores
Entre os seus jornalistas e colaboradores contam-se nomes como Artur Portela, Artur Portela Filho, Fernando Pessoa, Norberto Lopes, Norberto de Araújo, Rogério Perez, Pedro Alvim, Ernesto Sampaio, João César Monteiro, Fernando Assis Pacheco, Rogério Rodrigues, Mário Castrim, Alice Vassalo Pereira, Rodrigues da Silva, António Lopes Ribeiro, Marina Tavares Dias, Ilse Losa, António José Teixeira, José Manuel Teixeira, Acácio Barradas, Neves de Sousa, Herculano Carreira, Regina Louro, Urbano Tavares Rodrigues, Luís Sttau Monteiro, José Saramago, José Cardoso Pires, José Jorge Letria, Júlio Ferreira Rodrigues, Alexandre Pais, Mário Zambujal, Nuno Gomes dos Santos, Daniel Reis, Orlando Dias Agudo, Rui Camacho, José Leite Pereira, Nuno Azevedo, Carneiro Jacinto, Manuel Sérgio, Cesário Borga, Fernanda Mestrinho, Torquato da Luz, Ribeiro Cardoso, Eugénio Alves, Manuela de Azevedo, Manuel Anta, Alexandre Oliveira, Mário Lindolfo, Ângela Caires, Rui Pacheco, Álvaro Mouzinho, José Freire Antunes, Carlos Veiga Pereira, Fernando Dacosta, Lauro António, Eduardo Prado Coelho, Manuel Geraldo, Mário Vieira de Carvalho, José João Louro, Sérgio Ribeiro, João Paulo de Oliveira 

## Arquivo digital
A totalidade das edições do Diário de Lisboa está disponível, na íntegra, em formato digital, na página da Fundação Mário Soares e Maria Barroso.